# Puntius lanaoensis
Puntius lanaoensis är en fiskart som först beskrevs av Herre 1924.  Puntius lanaoensis ingår i släktet Puntius och familjen karpfiskar. IUCN kategoriserar arten globalt som akut hotad. Inga underarter finns listade i Catalogue of Life.